# Anfiteatro e circo romani di Barcellona

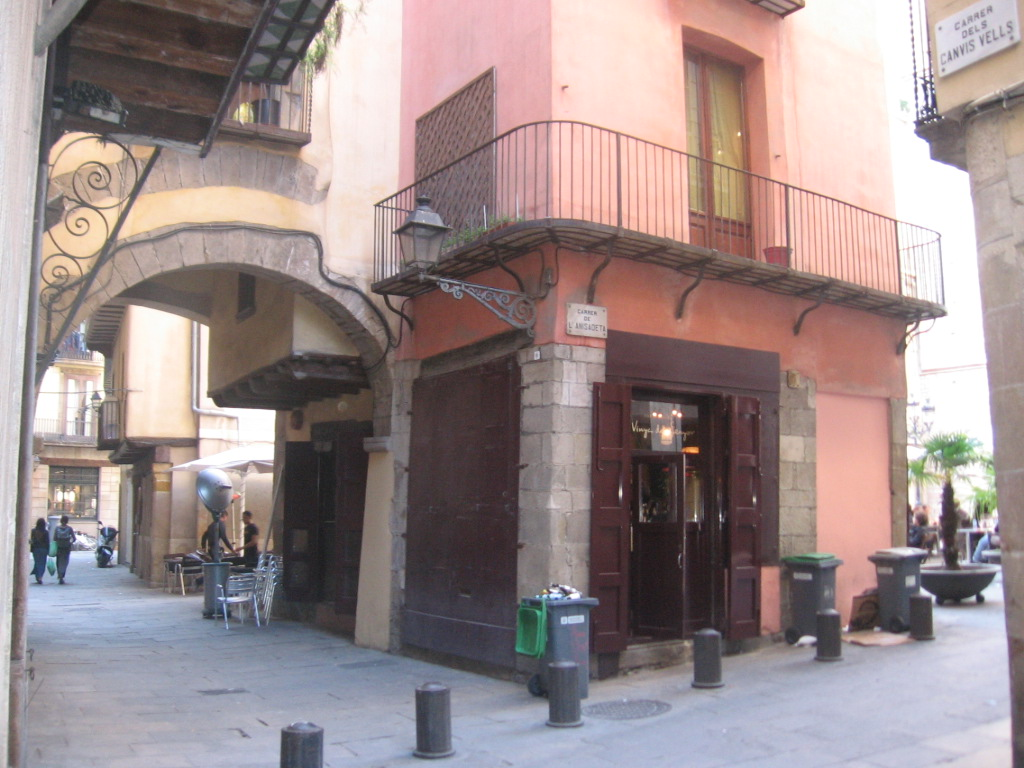
Il vicolo Caputxes, dietro l'edificio curvo al numero 7 della piazza di Santa Maria. I resti visibili di un arco antico, sui quali poggia l'arco medievale, sono stati interpretati come resti della volta di uno dei corridoi circolari che sostenevano le gradinate dell'anfiteatro. I resti dell'arena sarebbero sotto la piazza, a destra nella fotografia.

A Barcellona (antica Barcino romana), in Spagna, sono stati rinvenuti resti interpretati come tracce di un anfiteatro romano e forse di un circo romano.

## Ipotesi sulla presenza di un anfiteatro presso la chiesa di Santa Maria del Mar
L'archeologa spagnola Jordina Sales ha proposto di identificare alcune tracce ritrovate intorno alla basilica di Santa Maria del Mar, nel quartiere della Ribera (diverse strade in posizione radiale, una facciata curva di fronte alla chiesa, una proporzione insolita di volte medievali nella stessa zona, e così via), con un anfiteatro romano, i cui resti sarebbero stati inglobati nelle costruzioni successive. 
Esistono anche altri elementi a favore di questa ipotesi: sotto la chiesa è stato rinvenuto uno strato di sabbia, interpretato come ciò che resterebbe dell'arena dell'anfiteatro, riutilizzato come cimitero tra il IV ed il VII secolo. Inoltre il nome della chiesa precedente all'attuale, Sancta Maria Arenae ("Santa Maria delle sabbie"), è tipico delle chiese commemorative costruite all'interno degli anfiteatri. 
Infine, la strada cosiddetta Argenteria ripeterebbe il tracciato di una via romana che dalla porta principalis sinistra delle mura romane (corrispondente alla moderna piazza dell'Àngel) condurrebbe alle porte di questo anfiteatro. Fino ad oggi, tuttavia, non si sono trovati né resti archeologici sicuri (soltanto la sabbia) né documenti che possano confermare questa ipotesi.

## Ipotesi alternativa
L'archeologo Luis Conde Moragues ha ipotizzato, invece, di collocare l'anfiteatro presso la chiesa di Santa Maria del Pi, sul lato opposto dell'antica Barcino.
In base alla posizione della chiesa di Santa Maria del Mar in coincidenza con il tracciato del Born, lungo il quale, nel Medioevo, si tenevano i combattimenti tra i cavalieri, i resti presso la chiesa di Santa Maria del Mar sarebbero invece attribuibili ad un ipotetico circo romano che si sarebbe potuto estendere fino al canale Rec Comtal, sotto il moderno mercato del Born se ricostruito secondo le dimensioni del circo romano di Tarragona (Tarraco). 